# Madjari, Haskovo
Madjari (în bulgară Маджари) este un sat în comuna Stambolovo, regiunea Haskovo,  Bulgaria. 

## Demografie
Componența etnică a satului Madjari
     Turci (98,9%)
     Nicio identificare (1,09%)
     Altele (0%)
La recensământul din 2011, populația satului Madjari era de 182 locuitori. Din punct de vedere etnic, majoritatea locuitorilor (98,9%) erau turci. Pentru 1,09% din locuitori nu este cunoscută apartenența etnică.